# يورداش
يورداش (/ˈdʒɔːrdæʃ/)، هي شركة ملابس أمريكية تقوم بتسويق الملابس، بما في ذلك القمصان والجينز والملابس الخارجية. تشتهر العلامة التجارية بتصميمات الجينز التي كانت شائعة في أواخر السبعينيات وأوائل الثمانينيات. لكن منذ العقد الأول من القرن الحادي والعشرين، بدأت تتنوع أعمال جورداش في مجال العقارات ضمن الولايات المتحدة وفي المشاريع الأخرى في إسرائيل. اسم العلامة التجارية جورداش هو اختصار لجو ورالف وديفيد وآفي نقاش (نقاش).

## أنظر أيضاً
- شركة مجموعة جيتانو
- بونجور جينز
- ساسون جينز
- جيس للجينز